# Сан Витале (Верона)
Сан Витале је насеље у Италији у округу Верона, региону Венето.
Према процени из 2011. у насељу је живело 223 становника. Насеље се налази на надморској висини од 880 м.